# Frédéric Rouvillois
Frédéric Rouvillois (* 1964) ist ein französischer Professor des öffentlichen Rechts und Schriftsteller. Rouvillois lehrt an der Universität Rouen, der Universität Caen und der Universität Paris V an den jeweiligen rechtswissenschaftlichen Fakultäten die politische Ideengeschichte und Verfassungsrecht.

## Werke
- mit Beiträgen von Daniel Halévy (1872–1962): Histoire de quatre ans, 1997–2001, Paris : Éditions Kimé, 1997. ISBN 2-84174-087-0.
- Droit constitutionnel, Paris : Flammarion, 2001. ISBN 2-08-083031-7.
- L’efficacité des normes, Paris : Fondation pour l’innovation politique, 2005.
- L’avenir du référendum, Paris : F.-X. de Guibert, 2006. ISBN 2-7554-0042-0.
- Histoire de la politesse de la Révolution à nos jours, Paris : Flammarion, 2006. ISBN 978-2-0821-0324-4.
  - Nachfolgende Auflagen mit dem Titel Histoire de la politesse de 1789 à nos jours
- Histoire du snobisme, Paris : Flammarion, 2008. ISBN 978-2-0812-0542-0.

| Personendaten    | Personendaten                            |
| ---------------- | ---------------------------------------- |
| NAME             | Rouvillois, Frédéric                     |
| KURZBESCHREIBUNG | französischer Jurist und Hochschullehrer |
| GEBURTSDATUM     | 1964                                     |